# سید اشرف کرگانرودی
سید اشرف کرگانرودی از رهبران مشروطه و مجاهدین گیلانی بود که در فتح تهران شرکت داشت و از سوی دولت مشروطه به رهبری سپهدار اعظم ملقب به شجاع دیوان گردید.
سید اشرف در روستای تره تنگده تالش به دنیا آمد؛ و در زمان مشروطه از رهبران اصلی مجاهدین گیلانی بود او در انقلاب مشروطه به همراه مجاهدین گیلانی به رهبری سپهدار اعظم و فرماندهی نظامی یپرم خان در فتح تهران شرکت داشت و پس از فتح تهران و استقرار کابینه سپهدار اعظم به پاس فداکاریهای او لقب شجاع دیوان گرفت و به مسوولیت انتظامی رشت منصوب شد.